# 이발기

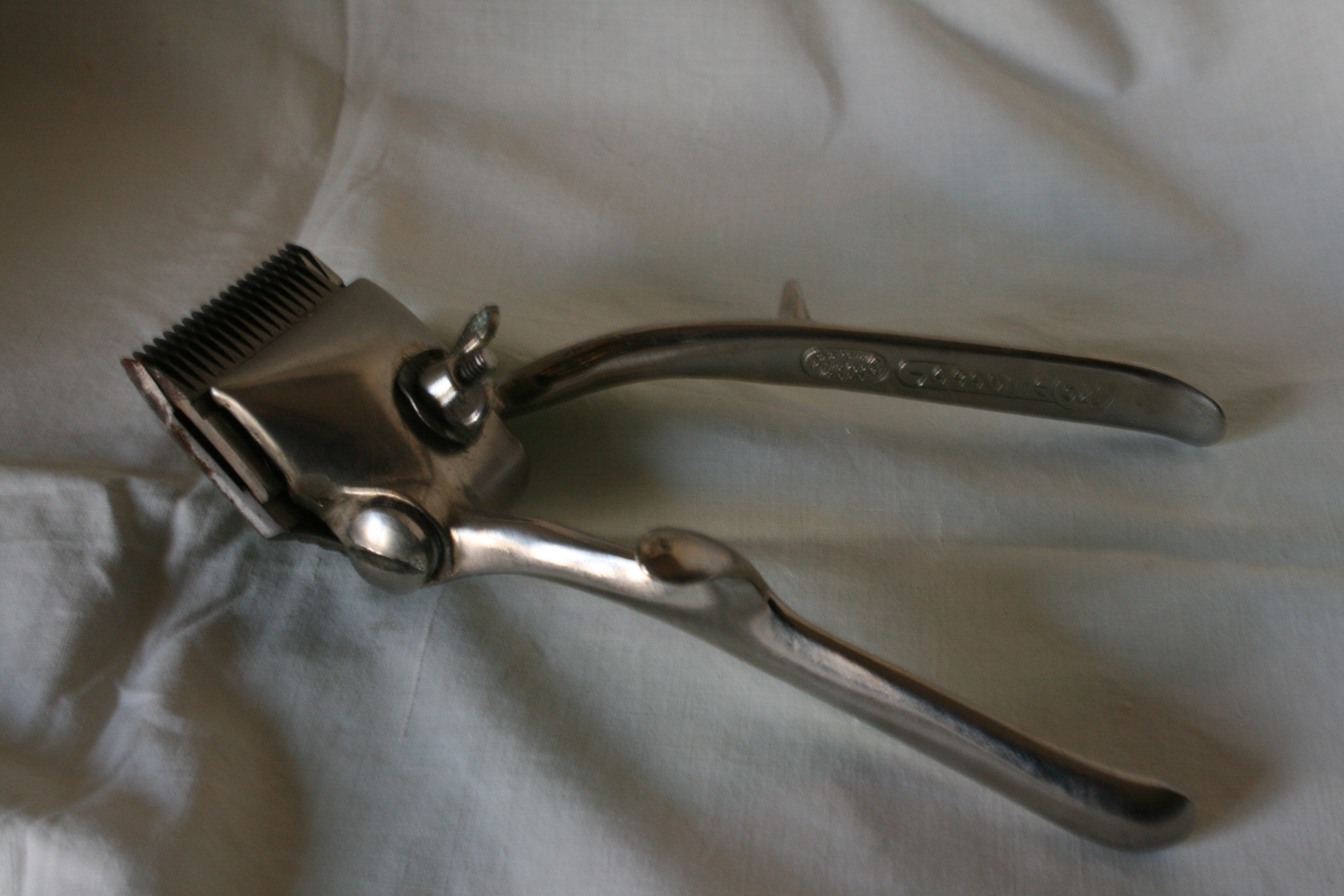
수동식 이발기

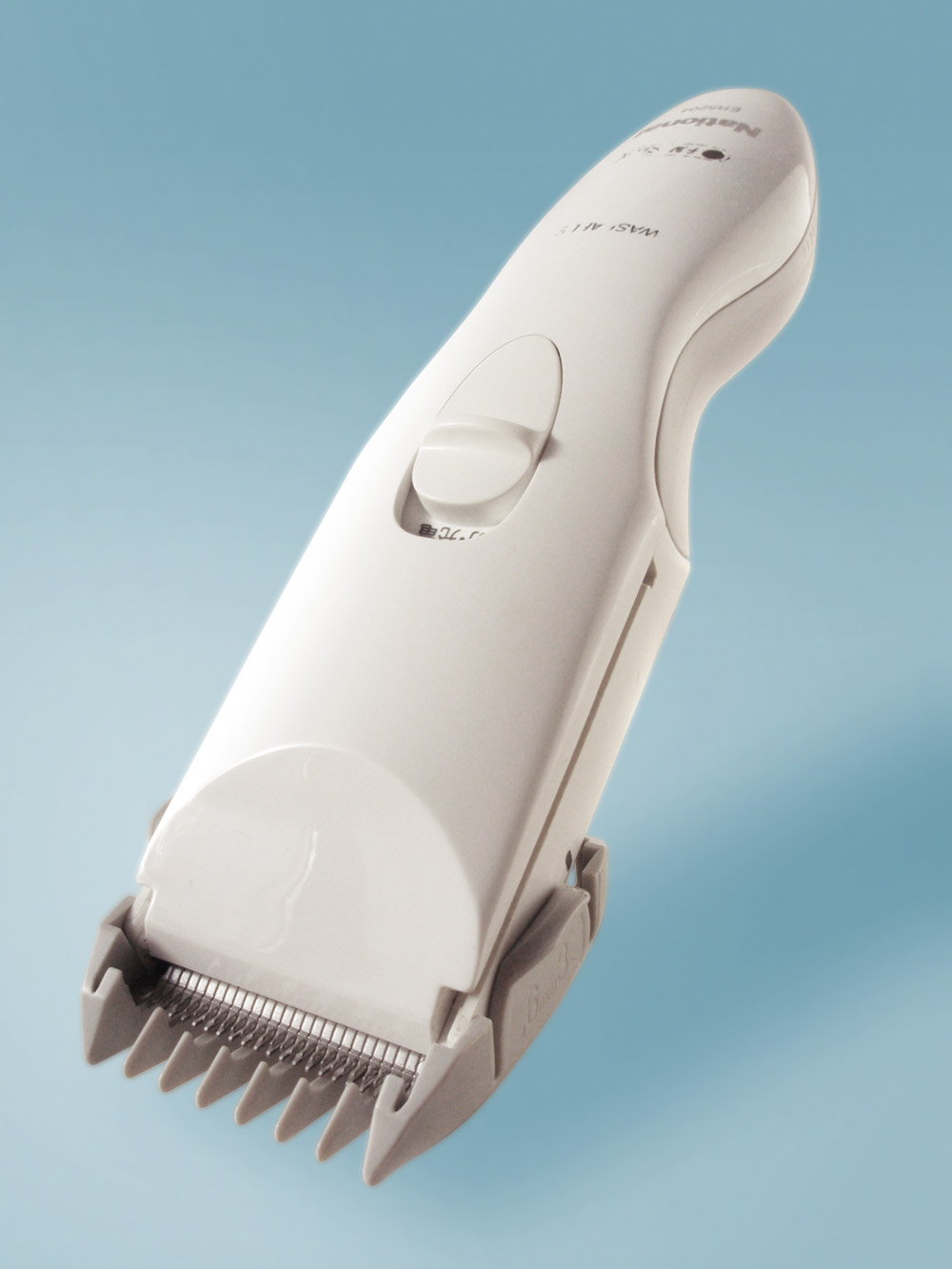
전동식 이발기

이발기(理髮器, 영어: Hair clipper)는 머리카락을 자를 때 사용하는 도구 및 기기이다.
한국과 일본에서는 보통 바리캉(일본어: バリカン)이라고 불리는데, 이는 1883년 일본에 이발기를 처음 소개한 프랑스 회사인 바리캉 마르(Bariquand et Marre)라는 회사 이름에서 딴 이름이다.

## 개요
보통 이발기는 손으로 움직이는 수동식과 전기로 움직이는 전동식으로 구분된다.
최근에는 털이 많은 개나 고양이 같은 반려동물을 위한 이발기 제품도 개발 및 출시되고 있다.

## 같이 보기
- 이발
  - 머리 모양
- 면도
  - 면도기